# Дикий Петро Миколайович
Петро Миколайович Дикий (псевдо: «Бувалий», «Вуйко», «Горбатий», «Журба», «Одисей»; 1915, с. Бертишів, нині Новострілищанська селищна громада, Стрийський район, Львівська область — 2 квітня 1949, с. Фрага, нині Рогатинська міська громада, Івано-Франківський район, Івано-Франківська область) — український військовик, керівник Новострілищанського районового проводу ОУНР, Лицар Бронзового хреста заслуги УПА.

## Життєпис
Народився в сім'ї селян Миколи та Анастазії Диких. З дитячих років за згодою батьків його виховували в сім'ї стрийка (батькового брата) Дмитра Дикого. Освіта — незакінчена вища: закінчив народну школу в рідному селі, семикласну школу в Нових Стрілищах, а відтак навчався у Львові.
Член товариств «Просвіта», «Сокіл» та «Луг», активний член гімнастичної секції при товаристві «Луг» у Львові. Член Юнацтва ОУН з початку 1930-х років. 
У 1934 році арештований польською поліцією, перебував під слідством у Львівській тюрмі «Бригідки». 
1938 року одружився з Наталею Мацьків із Нових Стрілищ, з якою виховували двоє дітей. Від 1939 року мешкав із сім'єю в Нових Стрілищах. 
Учасник повстанського загону ОУН у вересні 1939 р., який діяв на Бібреччині. У 1940 р. призваний до лав Червоної армії, служив у центральних областях України. Взимку 1941 р., перебуваючи у відрядженні у Львові, самовільно покинув службу та повернувся у рідні терени, де діяв у складі підпілля ОУН. Учасник державотворчих процесів літа 1941 р. в Нових Стрілищах, комендант української міліції Новострілищанського району, а відтак службовець української допомогової поліції в Нових Стрілищак. Заарештований німцями, перебував під слідством у Бібрці, звідки за стараннями родини його звільнили. 
У 1943 році, остерігаючись чергового арешту, перейшов на нелегальне становище. Член керівного осередку Львівського окружного проводу ОУН (1943 — весна 1944), співробітник організаційної референтури Львівського обласного/крайового проводу ОУН (сер. 1944 — поч. 1946), керівник зв'язку при Львівському крайовому проводі ОУН (1946 — поч. 1947), керівник Новострілищанського районного проводу ОУН (поч. 1947 — 04.1949). Загинув у криївці поблизу села Фрага.

## Нагороди
- Згідно з Наказом Головного військового штабу УПА ч. 1/51 від 25.07.1951 р. керівник Новострілищанського районного проводу ОУН Петро Дикий — «Одисей» нагороджений Бронзовим хрестом заслуги УПА.

## Вшанування пам'яті
- 20.05.2018 р. від імені Координаційної ради з вшанування пам'яті нагороджених Лицарів ОУН і УПА у м. Жидачів Львівської обл. Бронзовий хрест заслуги УПА (№ 049) переданий на зберігання у краєзнавчий музей с. Бертишів.